# U-867
U-867 — немецкая подводная лодка типа IXC/40, времён Второй мировой войны. Заказ на постройку субмарины был отдан 25 августа 1941 года. Лодка была заложена 5 февраля 1943 года на верфи судостроительной компании	АГ Везер, Бремен, под строительным номером 1075, спущена на воду 24 августа 1943 года.  
12 декабря 1943 года под командованием капитана цур зее Арведа фон Мюлендаля вошла в состав учебной 4-й флотилии. 1 сентября 1944 года вошла в состав 11-й флотилии. Лодка совершила один боевой поход, успехов не достигла. Потоплена 19 сентября 1944 года к северо-западу от Бергена, Норвегия, в районе с координатами 62°15′ с. ш. 01°50′ в. д. глубинными бомбами с британского самолёта типа «Либерейтор». Все 60 членов экипажа погибли. 